# Fara ve Slavoníně
Fara v Olomouci-Slavoníně se nachází v blízkosti kostela svatého Ondřeje. Barokní areál fary, který je tvořen hospodářskými budovami, dvorem, zahradou a ohradní zdí se vstupní branou, je kulturní památkou České republiky.

## Historie
První písemná zmínka o faře pochází z roku 1364. Barokní fara byla postavena v letech 1714–1721, po požáru byla v roce 1758 přestavěna.
V období květen–červen 1758 si faru vybral pruský král Bedřich II. za hlavní stan při obléhání Olomouce.
V letech 1774–1779 byla provedena výmalba s církevními motivy a motivy připomínající ukončení obléhání pruskými vojsky.

## Popis

### Fara
Fara je volně stojící patrová barokní budova na půdorysu obdélníku zakončená mansardovou střechou krytou dříve taškami. Na střeše jsou vikýře s oválnými otvory a volská oka. Hladká fasáda je členěna korunní římsou. Průčelí je členěno sedmi okenními osami, boční průčelí jsou členěna třemi okenními osami. Vstup v třetí ose přízemí je obdélný pravoúhlý zdobený šambránou s uchy a kapkami.
V interiéru je ústřední místnost zaklenuta valenou klenbou s lunetami přes roh a nad vstupy do sousedních místností. Severovýchodní části byla jídelna zaklenuta valenou klenbou s pětibokými lunetami. V jihovýchodní části v severozápadním koutě je umístěna pec sahající až do stropu. Ostatní místnosti jsou obdobně zaklenuty doplněné bohatou štukovou výzdobou.

### Portál u severní ohradní zdi
Areál fary je ohrazen kamennou zdí se vstupem v severní straně portálem s tordovanými sloupy ukončenými volutovými hlavicemi na nichž je uloženo kladí. Vjezd je zakončen stlačeným obloukem s volutovým klenákem. Vrata jsou dvoukřídlá dřevěná. Kamenné články z první poloviny 18. století byly přeneseny ze zrušeného kostela Panny Marie z Předhradí.